# Platycnemis longiventris
Platycnemis longiventris är en trollsländeart som beskrevs av Schmidt 1951. Platycnemis longiventris ingår i släktet Platycnemis och familjen flodflicksländor. IUCN kategoriserar arten globalt som otillräckligt studerad. Inga underarter finns listade i Catalogue of Life.